# Jean Marc Rakotonirina
Jean Marc Rakotonirina, né le 7 novembre 1981, à Antananarivo, est un coureur cycliste malgache.

## Biographie
Marié, père de famille et quincailler de profession, Jean Marc Rakotonirina commence le cyclisme au cours des années 1990 du côté de Tsiroanomandidy. Il intègre l'équipe nationale malgache en 2008.
Vainqueur de trois courses malgaches en 2014, il s'adjuge l'année suivante le championnat régional de l'Analamanga, ainsi qu'une étape contre-la-montre du Trophée des As. En 2016, il se distingue en remportant la septième étape du Tour de Madagascar.
Lors des championnats de Madagascar 2017, il s'empare du titre sur le contre-la-montre puis termine troisième de la course en ligne,. En 2018, il conserve son titre de champion du Madagascar du contre-la-montre en devançant Jean de Dieu Rakotondrasoa, légende du cyclisme malgache. La même année, il s'impose sur le Trophée Tafita.

## Palmarès
- 2015
  - Champion de l'Analamanga
  - 1re étape du Trophée des As (contre-la-montre)
- 2016
  - 7e étape du Tour de Madagascar
- 2017
  -  Champion du Madagascar du contre-la-montre
  - 3e du championnat de Madagascar sur route
- 2018
  -  Champion du Madagascar du contre-la-montre
  - Trophée Tafita
- 2019
  -  Médaillé de bronze du contre-la-montre par équipes aux Jeux des îles de l'océan Indien